# Luís Javier Mosquera
Luís Javier Mosquera-Lozano (Yumbo, 27 marzo 1995) è un sollevatore colombiano, vincitore della medaglia di bronzo olimpica a Rio de Janeiro 2016 nella categoria fino a 69 kg.
Inizialmente è stato classificato come quarto ai Giochi olimpici ma, in seguito alla squalifica per doping dell'atleta kyrgizo Izzat Artykov, è stato avanzato in terza posizione.
Ai Giochi Olimpici di Tokyo 2020 ha vinto la medaglia d'argento nella categoria fino a 67 kg. (pesi piuma).

## Palmarès
- Giochi olimpici

Rio de Janeiro 2016: bronzo nei 69 kg.
Tokyo 2020: argento nei 67 kg.
- Giochi Panamericani

Toronto 2015: oro nei 69 kg.
Lima 2019: argento nei 73 kg.
Santiago del Cile 2023: argento nei 73 kg.
- Campionati panamericani

Miami 2017: oro nei 69 kg.
Città del Guatemala 2019: argento nei 73 kg.
Santo Domingo 2020: oro nei 67 kg.
Guayaquil 2021: argento nei 67 kg.
Caracas 2024: oro nei 73 kg.